# Yokoyama Takuya
Takuya Yokoyama (sinh ngày 29 tháng 6 năm 1985) là một cầu thủ bóng đá người Nhật Bản.

## Sự nghiệp câu lạc bộ
Takuya Yokoyama đã từng chơi cho Urawa Reds, Montedio Yamagata, Ehime FC và Fujieda MYFC.